# 天童女子高校生刺殺事件
天童女子高校生刺殺事件（てんどうじょしこうこうせいしさつじけん）とは 山形県天童市のホテル元従業員が勤務態度を注意されたことや退職時のトラブルなどで経営者の妻を逆恨みして、1982年（昭和57年）5月8日午前零時頃ホテルに侵入し、経営者三女の女子高生を刺殺した殺人事件。

## 事件概要
1982年5月8日午前零時頃、天童市のホテルで、同経営者（45歳）の三女（16歳）が、元従業員（31歳）に胸などを出刃包丁で刺され死亡した。元従業員は間もなく天童警察署に出頭し、殺人容疑で逮捕された。元従業員は同ホテルで働いていたとき、経営者の妻（42歳）に差別されたと邪推し、さらに退職時のトラブルも重なり逆恨みをしていた。その恨みを晴らすために娘を殺害しようとホテルに侵入し、自室で寝ていた三女の髪を引っ張って起こしたうえで胸などを包丁で刺して殺害した。
山形地裁は「犯行動機は犯人の性格異常に起因する一方的な逆恨みであり、自己中心的で冷酷な犯行」とし、1983年4月26日、懲役18年の実刑を言い渡した。（年齢は事件当時）

## 加害者
犯人のAは子供の頃にはおとなしく目立たない子供で、父親によれば、Aは内向的であきやすいところがあった。中学卒業後、東京の鉄工所に就職したが、数年で辞め、その後は喫茶店店員、静岡県内で解体作業員、天童で父親の農機具販売手伝いなど数年の間で四，五回仕事を変えていた。
またAにはホテルに就職するまでに放火未遂、強盗致傷、窃盗など3件の犯歴があり、1981年7月まで服役していた。これまでの3回の犯歴において、Aは精神病質と判断されていた。

## 事件の背景
ホテルHの経営者Iは、妻のJ子と娘3人の5人家族。従業員は14人。長女と次女は県外に進学して家を出ており、事件当時はI、J子と三女K子の3人暮らし。K子は県内の女子高校に通う高校二年生だった。
1982年3月にAは天童市役所職業相談室を訪れ、ホテルHでの求人をみつけて就職を希望。提出書類に前歴の記載はなく、Aが地元の人間でもあったことから、すぐに採用が決まり、3月29日から働き始めた。
Aの勤務は午前8時から午後10時まで。店番、ホテル内の案内や掃除などが主な仕事。しかしAは態度がはっきりせず、また頼まれた仕事を忘れるなど勤務状況が悪く、そのことを再三注意されていた。そのうちにAは曲解、邪推を重ねて、J子からバカにされ差別をされている、と思い込むようになった。
同年4月28日にAの勤務態度が悪いことから、IがAに解雇通告をしたところ、給料の支払いについてトラブルになり、Aは逆上してホテル調理場から包丁を持ち出し、ガラスを割るなどして暴れた。この件でAは銃刀法違反で天童署に取り調べを受けた。Aはその日限りで退職したが、給料は後で受け取った。
それまでJ子に差別されていると思い込んでいたAは、退職時のトラブルもJ子のせいであると決めつけ、J子に殺意を抱き殺害を計画するに至った。

## 事件
Aは1982年5月7日深夜、J子を殺害しようとホテルに行ったが「Iと一緒にいるため失敗するかもしれない。娘は部屋に一人でいるので確実に殺せる。一番大事にしている娘を殺せば苦しむだろう」と、一人でいるK子を殺して恨みを晴らそうと気が変わった。
8日午前零時頃、ホテル西側の鍵のかかっていない勝手口から入り、人がいないことを確認すると、調理場から凶器の出刃包丁を持ち出した。調理場向かいのK子の部屋に侵入し、寝ていたK子の髪の毛を掴んで起こすと、抵抗するK子の胸を狙いメッタ刺しにして殺害した。
K子を殺害後、Aは逃走しようと考えたが、同じ時間帯に発生していた自動車盗難のために緊急配備されていたパトカーを見て、自分を追っていると勘違いをして、逃げ切れないとあきらめ、8日午前4時35分頃、天童署に出頭した。署員が現場を確認し、8日午前5時過ぎにAは殺人容疑で逮捕された。

## 裁判
1982年5月29日、山形地検はAを住居侵入、殺人罪で山形地裁に起訴した。同年6月30日、山形地裁刑事部でAの初公判が開かれ、Aは起訴内容を認めた。
1983年3月1日、論告求刑公判で検察側は「差別されたと思い込んで恨みを重ねていたが、そのような事実はなかった。退職時のトラブルを含め、それらは異常性格に起因する一方的な逆恨みによるもので、弁護側の主張は精神鑑定結果からも受け入れられず、責任能力はある」「犯行は胸部を狙って執拗に刺すなど、用意周到で計画的。公判中に、まだ仕返しは終わっていないと述べたこと、過去に複数回の実刑を受けていることも合わせ、更正の余地がなく、再犯の危険性もある」と無期懲役を求刑した。
Aへの判決公判は1983年4月26日に開かれた。裁判長は「犯行は曲解によるもので、精神的な障害はなかった」「自己中心的で冷酷、非情な犯行。殺意も確定的で人命に対する敬服の気持ちはなく、その反社会的人格は非難されるべき。刑事責任は重大で無期懲役もやむなし」としたが、自首している点、妄想による犯行だった点、それが生活歴や生活環境に起因している点を総合し、さらに累犯加重で懲役十八年の刑を言い渡した。